# Jordan Schnitzer Museum of Art WSU
Das Jordan Schnitzer Museum of Art WSU der Washington State University ist ein Kunstmuseum auf dem Campus der WSU in Pullman, Washington.

## Geschichte
Die Ursprünge des Museums reichen fast 50 Jahre zurück, in denen es sich mit herausragenden Kunstausstellungen und Bildungsprogrammen einen Namen gemacht hat. Ein wichtiger Meilenstein war 2013, als der Kunstmäzen Jordan D. Schnitzer eine Spende von 5 Millionen US-Dollar für den Bau eines neuen Museumsgebäudes ankündigte. Diese großzügige Unterstützung legte den Grundstein für den heutigen Museumsbau.

## Architektur
Das 2018 eröffnete Museumsgebäude, entworfen von Jim Olson vom Architekturbüro Olson Kundig, besticht durch seine markante Crimson Cube"-Fassade. Diese spiegelnde Glasfassade in WSU-Karminrot reflektiert die Umgebung und integriert das Gebäude harmonisch in den Campus. Das Museum umfasst eine Fläche von 16.000 Quadratfuß und besteht aus zwei Hauptbereichen: einem flexiblen Eingangsbereich für Wechselausstellungen und Veranstaltungen und dem „Crimson Cube“, der die klimatisierten Hauptgalerien beherbergt.

## Sammlung
Die permanente Sammlung des Museums umfasst rund 3500 Werke, darunter bedeutende amerikanische Gemälde der Ashcan School aus den 1920er und 1930er Jahren, Goyas Serie Los Disparates, 174 Fotografien und Druckgrafiken von Andy Warhol sowie 201 Arbeiten auf Papier von Jim Dine. Darüber hinaus besitzt das Museum eine umfangreiche Sammlung von Glaskunst aus dem Nordwesten der USA und eine Schenkung von 39 Werken von Künstlern aus dem Nordwesten aus der Safeco-Sammlung.